# Automolis flora
Automolis flora är en fjärilsart som beskrevs av Sergius G. Kiriakoff 1957. Automolis flora ingår i släktet Automolis och familjen björnspinnare. Inga underarter finns listade i Catalogue of Life.